# Mieczysław Piprek
Mieczysław Piprek (ur. 23 czerwca 1918 w Monachium, zm. 25 lipca 2012 w Warszawie) – polski architekt związany z Warszawą.

## Życiorys
Ukończył warszawskie Gimnazjum im. Adama Mickiewicza. Po zdaniu egzaminu dojrzałości w 1936 rozpoczął studia na Wydziale Architektury Politechniki Warszawskiej w pracowni Barbary i Stanisława Brukalskich. Należał do grupy plastyków projektujących wnętrza okrętów pasażerskich M/S „Sobieski” i M/S„Batory”. 
Podczas II wojny światowej studiował w tajnym Wydziale Architektury pod kierunkiem Bohdana Pniewskiego (studia ukończył w 1947). Od 1940 (w konspiracji) do 1954 pełnił funkcję starszego asystenta Katedry Projektów Budynków Użyteczności Publicznej przy Wydziale Architektury Politechniki Warszawskiej, równolegle pracował w pracowni projektowej Pniewskiego i jako kierownik zespołu w „Miastoprojekcie-Specjalistycznym”. 
Od 1954 do 1962 pełnił funkcję doradcy do spraw architektury w Muzeum Narodowym w Warszawie, a od 1962 w Biurze Studiów i Projektów Budownictwa Handlu. Od 1957 przez cztery lata był członkiem Zarządu Głównego Stowarzyszenia Architektów Polskich, od 1961 był członkiem Komisji Artystycznej przy Oddziale Warszawskim SARP.
Dorobek Mieczysława Pipreka jest związany z Warszawą. Po ukończeniu studiów został zaangażowany do zespołu projektowego pracującego nad planowaną dzielnicą rządową wzdłuż ulicy Kruczej. W tym czasie zaprojektował także cztery wolnostojące kina: Stolica, W-Z, 1 Maj i Ochota. Ponadto zaprojektował niezrealizowane miasteczko kinowe w Komorowie koło Pruszkowa, a także projekt odbudowy części gmachu Teatru Narodowego z przeznaczeniem wnętrza dla Muzeum Teatralnego za którą otrzymał w 1965 nagrodę Ministerstwa Kultury i Sztuki. Poza pracą architekta zajmował się również projektowaniem wystaw i ekspozycji muzealnych związanych z architekturą. 
Pochowany na cmentarzu ewangelicko-augsburskim przy ulicy Młynarskiej (aleja 43, grób 104).